# Alburnus scoranza
Alburnus scoranza és una espècie de peix cipriniforme de la família dels ciprínids.